# Semiothisa subpunctaria
Semiothisa subpunctaria là một loài bướm đêm trong họ Geometridae.